# 彰化縣立彰化藝術高級中學

第二校區原軍用露天澡池

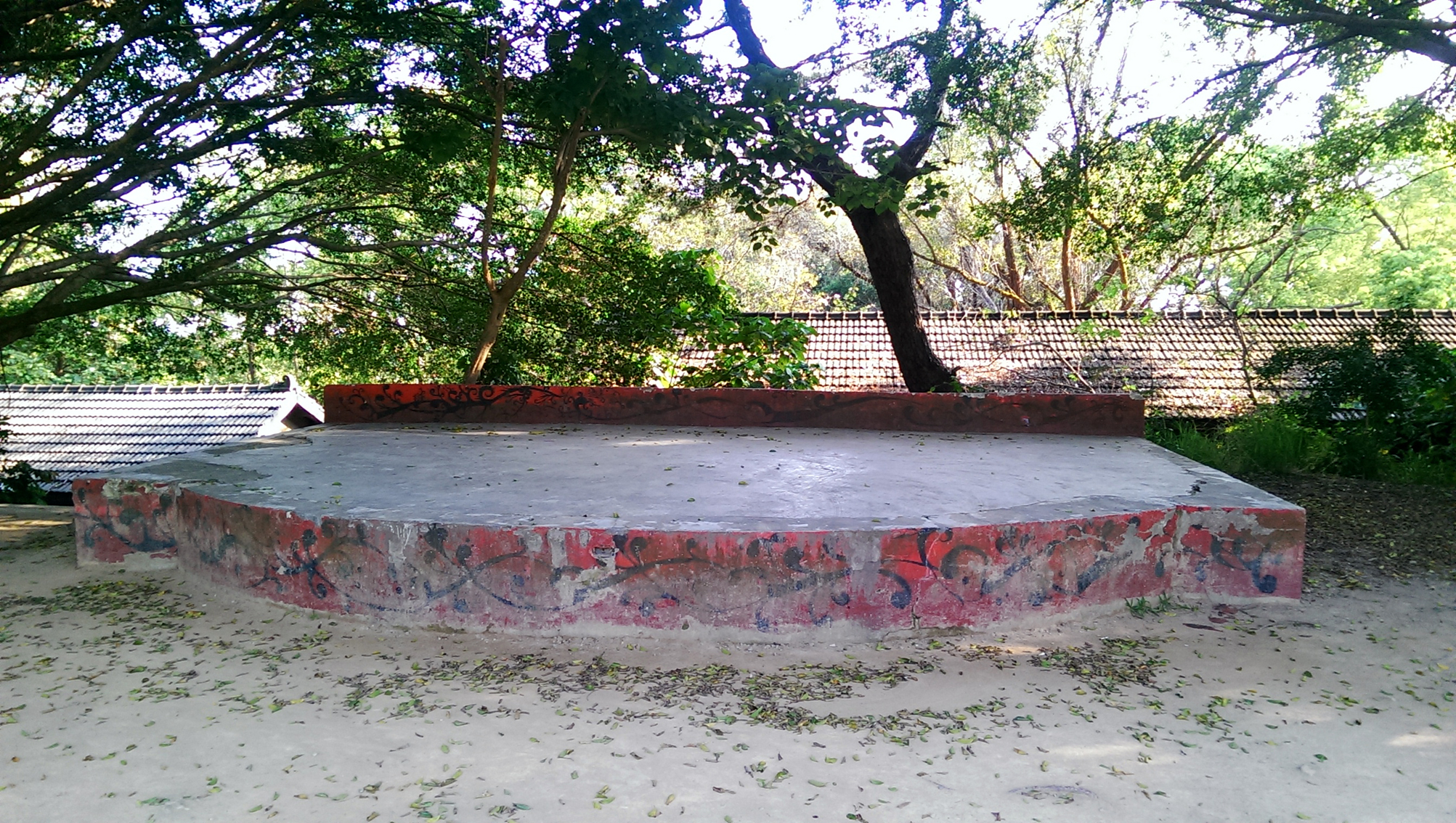
第二校區原軍用集會台

彰化縣立彰化藝術高級中學，簡稱彰化藝術高中、彰化藝高、彰藝，是臺灣一所單科型高級中等學校，位於彰化縣彰化市八卦山。前身為「彰化縣立彰化國民中學」，創立於1962年。2007年改制為藝術高中。

## 校史
- 1961年，成立彰化縣立彰化初級中學籌備處，以彰化縣立鹿港初級中學（今彰化縣立鹿港國民中學）分部名義暫借臺灣省立彰化商業職業學校招收新生八班，後商借臺灣省菸酒公賣局籌設中之彰化啤酒廠預定地（今國立彰化師範大學進德校區）上課。
- 1962年，取得八卦山土地（今址，第一校區）。11月，校舍完工遷入上課，臺灣省政府核准設立彰化縣彰化初級中學。
- 1966年，更名為彰化縣立彰化國民中學。
- 1968年，實施九年國民教育，更名彰化縣立彰化國民中學。
- 1993年，彰化縣政府將國防部成功營區（國立彰化生活美學館旁）土地收回。
- 2002年，將閒置的成功營區轉型成「彰化縣成功營區綠色環境學習營地」。
- 2006年5月5日，「縣立彰化藝術高級中學籌備處」成立。10月25日，未來校名確定為「彰化縣立彰化藝術高級中學」；並利用後方的成功營區原有營舍成立第二校區，與綠色環境學習營地共存。
- 2007年，正式改制更名為彰化縣立彰化藝術高級中學，招收音樂班1班、體育班2班、普通班2班。
- 2008年，增招美術班1班。
- 2011年，增招英語實驗班1班。
- 2012年，英語實驗班增為2班，增招舞蹈班1班。
- 2017年，英語實驗班改為國際特色班。

## 歷任校長
- 歐陽愈（1962年11月上任）
- 蕭主欣（1973年3月上任）
- 謝瑞章（1985年9月上任）
- 林棟材（1989年8月上任）
- 魏清山（1999年3月上任）
- 劉釗鑾（2005年2月上任）
- 魏清山（2015年2月上任）
- 李碧瑤（2018年8月上任）
- 蔣秉芳（2021年8月上任）

## 著名校友
- 邱創進（政治人物、環保人物，曾任中華民國立法委員。）
- 林世賢（政治人物、獸醫，民主進步黨籍，現任彰化市市長。）
- 黃中辰（台灣職棒球員，效力中華職棒Lamigo桃猿隊）
- 張煒謙（台灣職棒球員，效力中華職棒Lamigo桃猿隊）
- 陳冠偉（台灣職棒球員，效力中華職棒味全龍隊，2022年中華職棒年度新人王）
- 楊程皓（台灣職棒球員，效力中華職棒富邦悍將隊）
- 江國豪（台灣職棒球員，效力中華職棒富邦悍將隊）
- 林志綱（台灣職棒球員，效力中華職棒中信兄弟隊）
- 楊淳弼（台灣職棒球員，效力中華職棒統一7-ELEVEn獅隊）
- 張弘稜（台灣職棒球員，效力美國職棒匹茲堡海盜隊）
- 郭泰呈（台灣職棒球員，效力中華職棒富邦悍將隊）
- 沙子宸（台灣職棒球員，效力美國職棒奧克蘭運動家隊）
- 李祐賢（台灣職棒球員，效力中華職棒富邦悍將隊）
- 曾于豪（台灣職籃球員，效力P. LEAGUE+新北國王）
- 林子洧（台灣職籃球員，效力P. LEAGUE+桃園璞園領航猿）

## 外部連結
- 彰藝高官方網站 （页面存档备份，存于）

- 彰化縣立彰化藝術高級中學在台灣棒球維基館上的頁面（繁體中文）